# Bianchi
Bianchi je priimek več oseb:    
- Alexander Bianchi, italijanski rimskokatoliški škof
- Ambrogio Bianchi, italijanski rimskokatoliški kardinal
- Angelo Bianchi, italijanski rimskokatoliški kardinal
- Archangelo de’ Bianchi, italijanski rimskokatoliški škof
- Carlos Bianchi, argentinski nogometaš in trener
- Federico Bianchi, avstrijski feldmaršal
- Felice Antonio Bianchi, italijanski rimskokatoliški škof
- Francesco Bianchi, italijanski rimskokatoliški škof
- Giorgio Bianchi, italijanski rimskokatoliški škof
- Giovanni Bianchi, italijanski rimskokatoliški škof
- Giovanni Crisostomo Bianchi, italijanski rimskokatoliški nadškof
- Gustavo Bianchi, italijanski rimskokatoliški škof
- Lucien Bianchi, belgijski dirkač Formule 1
- Mansueto Bianchi, italijanski rimskokatoliški škof
- Martino Bianchi, italijanski rimskokatoliški nadškof
- Primo Bianchi, italijanski rimskokatoliški nadškof
- Raffaele Bianchi, italijanski rimskokatoliški škof
- Rico Bianchi, švicarski veslač
- Ugo Donato Bianchi, italijanski rimskokatoliški nadškof